# Kenneth Grahame
Kenneth Grahame (Edimburgo, 8 de março de 1859 - Pangbourne, Berkshire, 6 de julho de 1932) foi um escritor britânico, principalmente de ficção e fantasia escritos para crianças. Seu principal trabalho é The Wind in the Willows, um dos maiores clássicos da literatura infantil, influenciando muitos outros, como J.K. Rowling.

## Biografia
Grahame nasceu em Edimburgo, Escócia, mas já na infância, depois de perder a mãe, foi mandado pelo pai junto com seus irmãos (sem condições de criá-los) para viver com sua avó às margens do Rio Tâmisa. Era um excelente aluno no St. Edward's School em Oxford, mas não pôde estudar na universidade devido a falta de dinheiro. Ao invés disso, foi mandado para trabalhar no Bank of England em 1879. Aposentou-se em 1907 por causa da saúde, talvez por ter sido baleado certa vez num assalto ao banco alguns anos antes.
O casamento com Elspeth Thomson foi infeliz. Só tiveram um filho, Alastair, cego de um olho e com diversos problemas de saúde. The Wind in the Willows foi um livro escrito para Alastair. Alastair suicidou-se numa linha de trem, dois dias antes de seu vigésimo aniversário. Kenneth Grahame faleceu em Pangbourne, Berkshire, em 1932. Foi enterrado no Holywell Cemetery, em Oxford. Seu epitáfio contém a seguinte frase, escrita por seu primo:
| “ | À bela memória de Kenneth Grahame, esposo de Elspeth, pai de Alastair, que atravessou o Rio em 6 de Julho de 1932, deixando a infância e a literatura mais abençoados para todos os momentos. | ” |

## Obras
- Pagan Papers (1893)
- The Golden Age (1895)
- Dream Days (1898)
  - Inclui The Reluctant Dragon (1898)
- A Carrasca - no original The Headswoman (1898), ilustrado por Marcia Lane Foster (1921)
- O Vento nos Salgueiros - no original The Wind in the Willows (1908), ilustrado por Ernest H Shepard
- Bertie's Escapade (1949), ilustrado por Ernest H. Shepard